# Młodzieżowe Słowo Roku
Młodzieżowe Słowo Roku (w skrócie MSR) – coroczny plebiscyt organizowany przez Wydawnictwo Naukowe PWN we współpracy z projektem „Słowa klucze” w ramach programu „Ojczysty – dodaj do ulubionych”. Jego celem jest wyłonienie najbardziej popularnych wśród młodych ludzi słów, określeń lub wyrażeń w danym roku.
W konkursie niekoniecznie musi wygrać propozycja, która została zgłoszona przez największą liczbę uczestników. Zwycięzców w tym plebiscycie wyłania jury, oceniając oryginalność, pomysłowość, kreatywność oraz poprawność językową zgłoszonych propozycji. Zgodnie z regulaminem, z konkursu są eliminowane słowa, które po analizie dokonanej przez jury, zostały uznane za wulgarne, obraźliwe, zawierające treści niezgodne z prawem, nawołujące do nietolerancji/przemocy, należące do mowy nienawiści bądź naruszające dobre obyczaje. Z konkursu eliminowane są też wyrazy, które już zostały wyróżnione w poprzednich edycjach.
Młodzieżowym słowem roku 2016 był „sztos”.
W 2017 wygrał – „XD”, chociaż więcej razy zgłaszano „sztos” i „dwudzionek”. Pierwszy z nich nie mógł jednak zostać młodzieżowym słowem roku, ponieważ wygrał już w 2016, a „dwudzionek” odpadł, gdyż komisja PWN uznała, że jest to „słabo akceptowany purystyczny pomysł” zastąpienia weekendu. Ponadto wyróżniono pomysł na słowo „smartwica/smartfica”, neologizm „odjaniepawlić”/„odjaniepawlać” oraz neosemantyzm „pocisk” wraz z pokrewnym czasownikiem „pocisnąć kogoś”, w znaczeniu „cięta riposta / pogrążyć przeciwnika ciętą ripostą”.
W 2018 słowem roku został „dzban”. Wyróżniono także wyrazy „masny” oraz „prestiż”. W kategorii „słowo ciekawie zbudowane” wybrano słowa „zwyklak” oraz „mamadżer”.
W 2019 roku plebiscyt wygrało słowo „alternatywka”, a na podium znalazły się kolejno wyrazy „jesieniara” oraz „eluwina”, jednocześnie podjęto decyzję o dyskwalifikacji najczęściej zgłaszanego słowa „p0lka”.
W 2020 roku plebiscyt nie został rozstrzygnięty. Jury uznało najczęściej zgłaszane słowa za „wulgarne, wyśmiewające konkretne osoby, poglądy, postawy lub płeć”. Mimo braku rozstrzygnięcia, kapituła konkursu zdecydowała o wyróżnieniu neologizmu „tozależyzm”.

## Wyniki konkursu na przestrzeni lat
| Rok                | 1. miejsce                | 2. miejsce                | 3. miejsce                | Nagroda Jury              |
| ------------------ | ------------------------- | ------------------------- | ------------------------- | ------------------------- |
| 2016               | sztos                     | ogarnąć/ogarniać się      | beka, masakra             | brak                      |
| 2017               | XD                        | sztos                     | dwudzionek                | smartwica                 |
| 2018               | dzban                     | masny/masno               | prestiż/prestiżowy        | zwyklak, normik, mamadżer |
| 2019               | alternatywka              | jesieniara                | eluwina                   | brak                      |
| 2020               | Konkurs nierozstrzygnięty | Konkurs nierozstrzygnięty | Konkurs nierozstrzygnięty | tozależyzm                |
| 2021               | śpiulkolot                | naura                     | twoja stara               | mrozi, odciszyć się       |
| 2022               | essa                      | slay, łymyn               | betoniarz, NPC            | odklejka                  |
| 2023               | rel                       | sigma                     | oporowo                   | oddaje                    |
| 2024               | sigma                     | azbest                    | czemó                     | czemó                     |
| Źródło: sjp.pwn.pl |                           |                           |                           |                           |

## Jury plebiscytu
W skład jury wchodzą:
- Prof. dr hab. Marek Łaziński (Instytut Języka Polskiego Uniwersytetu Warszawskiego)
- Prof. dr hab. Ewa Kołodziejek (Instytut Językoznawstwa Uniwersytetu Szczecińskiego)
- Dr hab. prof. ucz. Anna Wileczek, profesor Uniwersytetu Jana Kochanowskiego w Kielcach (Instytut Literaturoznawstwa i Językoznawstwa UJK)
- Bartek Chaciński (dział kultury czasopisma „Polityka”)